# アジアが変える日本
アジアが変える日本は、元日本経済新聞社編集委員の鈴置高史がNIKKEI NETのインターネットサイト「NETアイ プロの視点」で連載していた東アジアと日本に関するコラムである。コラムは、2003年（平成15年）7月4日に開始され、2009年3月9日まで不定期に掲載された。その後、『日経ビジネスオンライン』誌上で2012年（平成24年）1月24日に開始された「早読み 深読み 朝鮮半島」に引き継がれた。

## 関連文献
- 鈴置高史『朝鮮半島201Z年』日本経済新聞出版社、2010年11月30日。ISBN 978-4-532-16769-1。 - 近未来政治経済小説。「早読み 深読み 朝鮮半島」を執筆する契機となった書籍。
- 鈴置高史『中国に立ち向かう日本、つき従う韓国』日経BP社(出版) 日経BPマーケティング(発売)、2013年2月25日。ISBN 978-4-8222-7414-6。 - 「早読み 深読み 朝鮮半島」の書籍化第1弾。2012年1月から2013年1月までの連載分と2012年5月の池上彰との対談を一冊にまとめた書籍である。
- 鈴置高史『中国という蟻地獄に落ちた韓国』日経BP社(出版) 日経BPマーケティング(発売)、2013年11月25日。ISBN 978-4-8222-7436-8。 - 「早読み 深読み 朝鮮半島」の書籍化第2弾。2013年2月から2013年10月までの連載分を一冊にまとめた書籍である。
- 鈴置高史『「踏み絵」迫る米国 「逆切れ」する韓国』日経BP社(出版) 日経BPマーケティング(発売)、2014年4月22日。ISBN 978-4-8222-7782-6。 - 「早読み 深読み 朝鮮半島」の書籍化第3弾。2013年10月から2014年3月までの連載分を一冊にまとめた書籍である。
- 鈴置高史『日本と韓国は「米中代理戦争」を闘う』日経BP社(出版) 日経BPマーケティング(発売)、2014年9月16日。ISBN 978-4-8222-7790-1。 - 「早読み 深読み 朝鮮半島」の書籍化第4弾。
- 鈴置高史『「三面楚歌」にようやく気づいた韓国』日経BP社(出版) 日経BPマーケティング(発売)、2015年3月9日。ISBN 978-4-8222-7908-0。 - 「早読み 深読み 朝鮮半島」の書籍化第5弾。
- 鈴置高史『「独り相撲」で転げ落ちた韓国』日経BP社(出版) 日経BPマーケティング(発売)、2015年8月17日。ISBN 978-4-8222-7929-5。 - 「早読み 深読み 朝鮮半島」の書籍化第6弾。
- 鈴置高史『「中国の尻馬」にしがみつく韓国』日経BP社(出版) 日経BPマーケティング(発売)、、2015年12月15日。ISBN 978-4-8222-7944-8。 - 「早読み 深読み 朝鮮半島」の書籍化第7弾。
- 鈴置高史『米中抗争の「捨て駒」にされる韓国』日経BP社(出版) 日経BPマーケティング(発売)、2016年6月13日。ISBN 978-4-8222-3658-8。 - 「早読み 深読み 朝鮮半島」の書籍化第8弾。
- 鈴置高史『孤立する韓国、「核武装」に走る』日経BP社(出版) 日経BPマーケティング(発売)、2016年10月31日。ISBN 978-4-8222-3680-9。 - 「早読み 深読み 朝鮮半島」の書籍化第9弾。
- 鈴置高史『米韓同盟消滅』新潮社〈新潮新書 785〉、2018年10月17日。ISBN 978-4-10-610785-6。